# 東華三院甲寅年總理中學
東華三院甲寅年紀念中學（英語：TWGHs Kap Yan Directors' College）是一所位於香港新界上水彩園邨的政府津貼全日制男女中學，隸屬於東華三院，以英語為主要教學語言。學校於1982年創辦，命名為紀念1974年（甲寅年）東華三院董事局捐款港幣一百萬元支持教育事業。現任校長為邱春燕女士。

## 歷史
東華三院甲寅年紀念中學創立於1982年，最初稱為「東華三院第十一中學」，與東華三院李嘉誠中學（第十二中學）同時創校，先於東華三院邱金元中學（第九中學）和東華三院邱子田紀念中學（第十中學）。1984年正式命名為「東華三院甲寅年紀念中學」，以表彰甲寅年董事局對教育事業的貢獻。

## 辦學宗旨
學校秉承東華三院的辦學精神，致力提供完善及多元化的教育服務，培養學生成為具備知識技能、獨立思考能力、勇於承擔責任及關注社會事務的良好公民。學校強調「全人教育」，以校訓「勤儉忠信」為核心，鼓勵學生建立正確的價值觀和積極的人生觀。

## 學校簡介
東華三院甲寅年紀念中學位於新界上水彩園邨，是一所政府津貼全日制男女中學，以英語為主要教學語言。學校提供優良的學習環境，旨在發揚東華三院的教育服務精神。

### 學校設施
學校校舍建於1980年代，於1998至1999年間進行改善工程，並持續優化設施。現有設施包括：
- 30個課室
- 1個學生活動中心
- 16個特別室，包括圖書館、實驗室、多媒體學習室、視覺藝術室、音樂室、家政室、Dreamland Café、科藝創建空間、演講廳、家長資源中心、校園電視中心、多媒體教材製作中心、STEM設計與科技工作室等
- 全校電腦網絡，包括Wi-Fi 900無線網絡計劃

這些設施為學生提供多元化的學習和活動空間。

### 學校管理
學校自1996年起推行校本管理，設立學校諮詢議會，負責諮詢及監察學校運作。根據《2004年教育(修訂)條例》，學校於2006年2月1日成立法團校董會，進一步落實校本管理。法團校董會成員包括：
- 辦學團體校董：7人
- 替代辦學團體校董：1人
- 校長校董：1人
- 教員校董：1人
- 替代教員校董：1人
- 家長校董：1人
- 替代家長校董：1人
- 校友校董：1人
- 獨立校董：1人

法團校董會每年召開三次會議，審批財政預算、人事安排及學校發展項目。

### 歷任校長
- 阮禧 先生[4]
- 溫霈國 先生 [5]
- 黃詩麗 女士
- 吳鳳嫻 女士
- 梁東榮 先生
- 邱春燕 女士（現任校長）

## 爭議事件

### 學生疑受訓導老師言語影響自殺
2017年3月21日，甲寅年總理中學一名中四男學生梁卓銘（終年16歲）疑於當天下午翹課，而被該校中四級訓導老師布志強致電聯絡後，懷疑不堪壓力，被發現在居住的元朗洪福邨洪塱樓墮樓昏迷，被送院搶救後不治。死因庭於2018年12月3日就其死因召開聆訊。根據聆訊中該學生母親的證供，布志強當晚來電告訴該學生他或會被記大過，而該學生在電話中向布志強表示：「求求你，放過我，我下次改 ! 」惟該學生之後被發現墮樓。此外，布志強供稱因「不懂安慰人」及在副校長叫他不要到達醫院的情況下，他當晚以「學校沒有指引」為由沒有到醫院向該學生母親提供協助。直到翌日7時，校長才得悉事件，布志強指因為沒有校長電話號碼，所以遲了通知校長。

### 教師涉嫌歧視普通話學生
2018年的4月，作為東華三院甲寅年總理中學的非官方匿名投稿秘密的Facebook專頁的「KYD Secrets」，發表了一篇名為《公開信—甲寅年總理中學教職員對使用普通話的歧視行為》的投稿。
文中指出學校任職家政科溫老師在課堂上對普通話使用者警告：「唔該講返廣東話，如果唔係，唔該唔好喺度讀書」，也指出訓導主任王老師挖苦、譏諷和針對在課堂外講普通話的中一學生，有歧視普通話之疑。
而帖文引來不少人留言爭論，而且更有不少網媒報導事件。

## 其他事件

### 手足口病爆發
2006年5月，4名學生顯示手足口病的症狀，一般來說手足口病只會感染小孩和嬰兒。之後，其中一名學生被證實感染腸病毒EV-71型，衛生防護中心於是對學校進行醫學監測。

### 學生確診肺結核
2018年6月，一名中五級學生確診肺結核，由於肺結核有相當高的傳染性，曾與其一同上課的學生需到粉嶺家庭醫學中心進行肺部x光片檢查，總共有過百名學生及教職員受影響。

### 學生涉嫌刑事毀壞被拘捕
- 2019年10月13日，26名北區中學生在反修例罷買行動期間，因牽涉刑事毀壞而被捕，當中亦包括此校學生[14]。

## 香港中學文憑考試
- 2016年的第五屆中學文憑考試，學生楊俊偉覆核試卷後由 5科共6個5**及2科5*的成績升至6科共7個5**（包括中文、通識、數學、化學、物理、歷史、數學延伸單元二 M2）及1科5*（英文），躋身超級榜眼之列。[15][16]
- 2020年的第九屆中學文憑考試，學生郭彥廷在設計與應用科考獲5**，是該科考試中全港唯一考獲5**的考生。[17]

## 著名校友
- 周靈山：著名節目廚師、愛情及三低食譜作家、纖廚教室創辦人
- 莊耀洸：香港律師、社運人士、前香港人權監察主席、前香港教育專業人員協會副會長
- 陳倩揚：2008年度香港小姐亞軍
- 周顯揚：新晉電影導演
- 陳恩能：(藝名丹尼爾)：著名電台節目主持、電視台體育評述員，亦任香港電台主持
- 林昭儀：前無綫新聞記者，現任於香港電台
- 文凱玲：香港女演員（2001年中七畢業）
- 李聖潑，BBS：廣東省政協常委、深圳市政協常委及提案委副主任、香港工商總會會長、香港北區防火委員會主席、香港科技大學顧問委員會委員、浸會大學諮議會榮譽委員、信義能源控股有限公司(03868)董事局主席，任香港九龍樂善堂2018年度主席2018年度中國公益人物，2019年獲頒銅紫荊星章[18]
- 李培埡：政協深圳市第七屆委員會委員、香港青年發展聯盟執行主席、香港信義控股集團有限公司執行董事[19]
- 李聖根：信義汽車玻璃（深圳）有限公司常務副總經理和信義橡塑製品（深圳）有限公司總經理
- 楊俊賢：大學講師、香港電台節目主持、哲學普及團體好青年荼毒室（哲學部）創辦人 [20]
- 蔡兆浚：香港地方志中心助理編輯主任，詩人，香港歷史學者
- 吳蕊妏：旅遊作家，旅遊節目主持，前香港寬頻bbTV香港新聞台主播及記者
- 黃定謙：香港男演員
- 劉國勳，MH，JP：立法會議員（新界北）
- 丁彥均：香港女模特兒及演員
- 朱國強：香港立法會議員（教育界）[21]

## 曾任教該校的教職員
- 王潤強：前任訓導主任，退休前任教初中數學科及設計與科技科。曾八次獲教育局和敬師運動委員會頒發表揚狀[22]。同時為民建聯成員，2007年首次參選區議會選舉，及後成為上水中心委員會業主主席。曾在2011年的區議會選舉中當選成為石湖墟區議員[23]，但在2015年的區議會選舉中落選於民主黨成員林卓廷，及後提出選舉呈請圖推翻結果被裁定敗訴。[24]
- 溫建國：前任副校長，退休前任教設計與科技課程，曾榮獲行政長官卓越教學獎[25]。在2016年開學時以保護學生為由，勸阻學生在校外派發有關香港前途與港獨議題的宣傳品，期間被蘋果日報訪問並報導。[26]
- 楊梓楓：退休前任教初中綜合科學和電腦科，曾為09-10年度東華三院甲寅年總理中學家長教師會執委會康樂。喜好是參加電視遊戲節目，曾參加過電視廣播有限公司的《一筆OUT消》和亞洲電視數碼媒體的《百萬富翁2018》。在《百萬富翁2018》2018年3月8日第29集上以洋名Tony出場，最終因答錯關於《傲慢與偏見》女主角名字的問題，只獲得6000元離場。他亦創下紀錄成為在第五輯（陳志雲時期）中快而準最慢出線的參賽者。[27]

## 關連項目
- 東華三院

## 外部連結
- 東華三院甲寅年總理中學（页面存档备份，存于）
- 東華三院